# Briesen (Mark)
Briesen (Mark) ist eine amtsangehörige Gemeinde im Landkreis Oder-Spree in Brandenburg (Deutschland).

## Geografie
Briesen liegt innerhalb des Berliner Urstromtales, welches im Gebiet der Gemeinde von einer glazialen Rinne gequert wird. Innerhalb der Rinne gab es zahlreiche Seen, die aber weitgehend verlandet sind. Nur einige Restseen sind erhalten. Heute befinden sich in der Rinne vor allem Moore. Die etwas höheren Urstromtalflächen werden von Sanden aufgebaut.
Am nördlichen Ortsausgang erstreckt sich das 10 Kilometer lange Landschaftsschutzgebiet Madlitz-Falkenhagener Seengebiet.
Der Ort liegt an der alten Handelsstraße zwischen Berlin und Frankfurt (Oder), was die Entwicklung von Handwerk und Industrie begünstigte.

## Gemeindegliederung
Zur Gemeinde Briesen (Mark) gehören die Ortsteile Alt Madlitz, Biegen, Briesen (Mark), Falkenberg und Wilmersdorf.
Wohnplätze sind:
| - Bunterschütz - Buschhaus - Dorismühle - Emilienhof | - Fischerhaus - Freiheitsloose - Karolinenhof - Kersdorf | - Kersdorfer Schleuse - Madlitzer Mühle - Neu Madlitz - Vorwerk Briesen | - Vorwerk Madlitz - Vorwerk Wilmersdorf - Waldhof - Waldschlößchen |

## Geschichte
- 1809 erste nachweisliche Dorfschule
- 1838 Einweihung der Kirche auf dem Dorfanger
- 1842 Fertigstellung der Eisenbahnlinie Berlin-Frankfurt (Oder)
- 1880 Dampfsägewerk Jeske entsteht
- 1887 Oder-Spree-Kanal mit Kersdorfer Schleuse
- 1908 Feuerwehrhaus wird eingeweiht
- 1982 Braunkohleschutzgebiet (Umsiedlung bis 1994 geplant, später aufgehoben)
- 1994 umfangreiche Orts- und Straßensanierungen

### Ortsname
„Briesen“ ist in etwa die slawisch-sprachliche Entsprechung von „Birkendorf“.

### Urgeschichte
Schon im Jahre 600 sollen Slawen das Gebiet um Briesen besiedelt haben – beim Bau der heutigen Bundesautobahn A 12 wurde eine Dorfanlage aus dieser Zeit entdeckt. Mehrere Fundstätten im umliegenden Waldgebiet sind als Bodendenkmale registriert.

### Mittelalter
Die älteste Erwähnung von Briesen stammt von 1403. 1495 verkauften die ansässigen Ritter das Dorf mitsamt seinen Bewohnern an das wohlhabende Kartäuserkloster Frankfurt (Oder). Kurfürst Joachim II. von Brandenburg nutzte die Einkünfte des Dorfes für den Unterhalt seiner 1506 gegründeten Universität von Frankfurt, nachdem er dem Kloster eine Reihe von Ländereien abgenommen hatte.

### Neuzeit

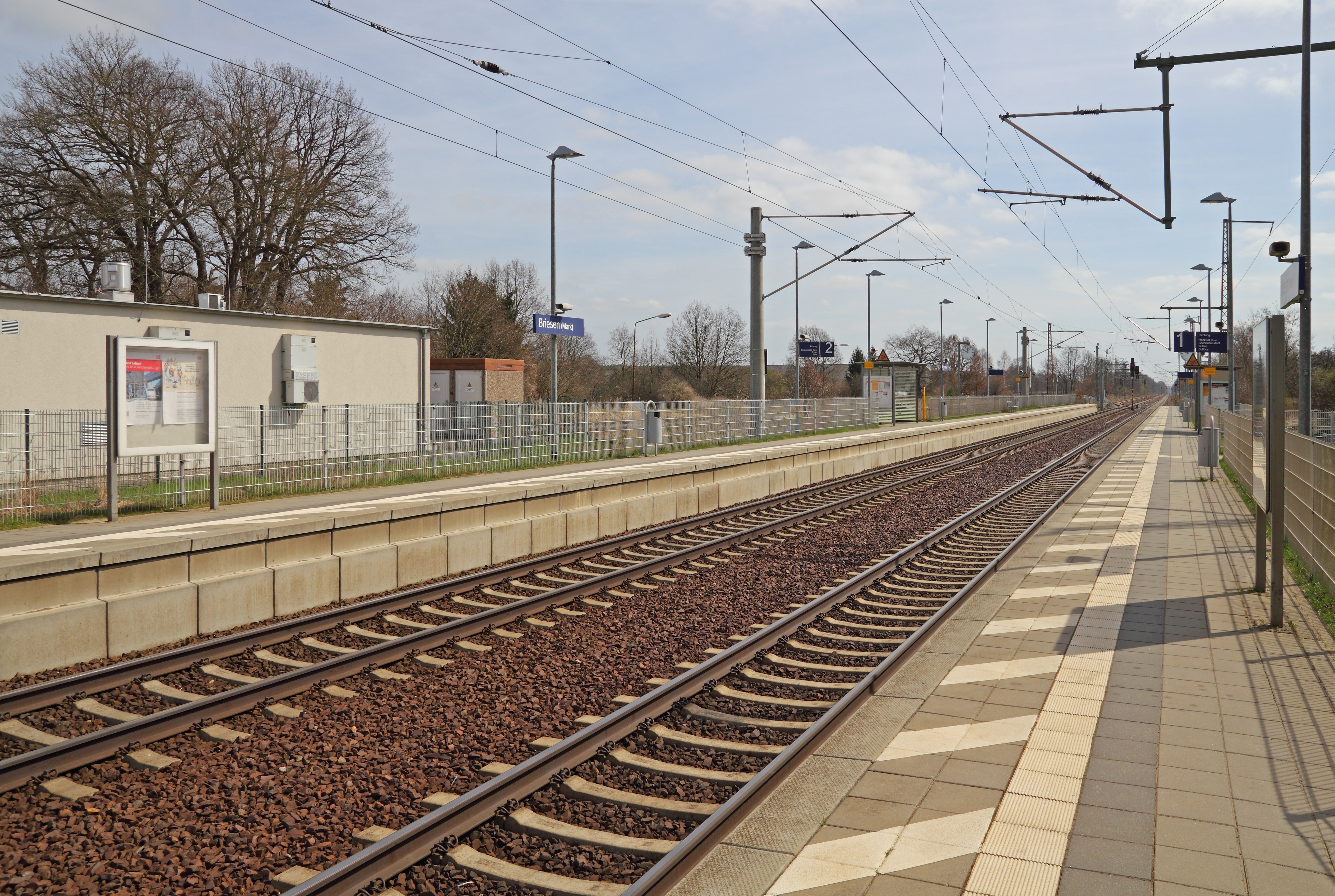
Bahnhof Briesen (Mark)

1842 wurde die Niederschlesisch-Märkische Eisenbahn zwischen Berlin und Frankfurt (Oder) eröffnet, Briesen war fortan für die umliegenden Orte ein wichtiger Mittelpunkt. Hier ereignete sich am 1. November 1918 ein schwerer Eisenbahnunfall, als ein Militärzug in die stehen gebliebenen Wagen eines Güterzugs fuhr. 
Nach 1945 prägte sich die ländliche Atmosphäre wieder stärker aus, besannen sich die Einwohner ihrer landschaftlichen Umgebung.
Unweit der Kersdorfer Schleuse, im heutigen „Forsthaus an der Spree“, betrieb ab 1969 das Ministerium für Staatssicherheit (MfS) in dem damaligen „Forsthaus An der Flut“ das „Objekt 74“. Stasi-Offiziere trainierten im Forsthaus die RAF-Terroristen Henning Beer und Christian Klar an Panzerfäusten. Zudem sollen zehn Aussteiger der RAF und der Bewegung 2. Juni wie die RAF-Mitglieder Silke Maier-Witt und Susanne Albrecht, die sich mit Hilfe des MfS von 1980 an in die DDR absetzten, im Forsthaus auf ihr Leben in der DDR vorbereitet worden sein.

### Verwaltungsgeschichte
Briesen und seine heutigen Ortsteile gehörten seit 1817 zum Kreis Lebus in der Provinz Brandenburg und ab 1952 zum Kreis Fürstenwalde im DDR-Bezirk Frankfurt (Oder). Seit 1993 liegt die Gemeinde im brandenburgischen Landkreis Oder-Spree.
Am 1. Juli 1950 wurde die bis dahin eigenständige Gemeinde Kersdorf eingegliedert. Biegen folgte am 31. Dezember 2002. Madlitz-Wilmersdorf kam am 1. Januar 2014 hinzu.

## Bevölkerungsentwicklung
| Jahr | Einwohner |
| ---- | --------- |
| 1875 | 0 738     |
| 1890 | 1 215     |
| 1910 | 1 322     |
| 1925 | 1 511     |
| 1933 | 1 558     |
| 1939 | 1 596     |

| Jahr | Einwohner |
| ---- | --------- |
| 1946 | 1 762     |
| 1950 | 2 497     |
| 1964 | 2 164     |
| 1971 | 2 195     |
| 1981 | 2 099     |
| 1985 | 2 032     |

| Jahr | Einwohner |
| ---- | --------- |
| 1990 | 1 953     |
| 1995 | 1 856     |
| 2000 | 1 930     |
| 2005 | 2 334     |
| 2010 | 2 206     |
| 2015 | 2 806     |

| Jahr | Einwohner |
| ---- | --------- |
| 2020 | 2 881     |
| 2021 | 2 886     |
| 2022 | 2 947     |
| 2023 | 2 956     |
| 2024 | 2 928     |

Gebietsstand des jeweiligen Jahres, Einwohnerzahl: Stand 31. Dezember (ab 1991), ab 2011 auf Basis des Zensus 2011, ab 2022 auf Basis des Zensus 2022
Die deutliche Zunahme der Einwohnerzahl in den Jahren 2005 und 2015 ist Folge der Eingemeindung von Biegen bzw. Madlitz-Wilmersdorf.

## Politik

### Gemeindevertretung
Die Gemeindevertretung von Briesen besteht aus 16 Gemeindevertretern und dem ehrenamtlichen Bürgermeister. Die Kommunalwahl am 9. Juni 2024 führte bei einer Wahlbeteiligung von 75,2 % zu folgendem Ergebnis:
| Partei / Wählergruppe | Stimmenanteil 2019 | Sitze 2019 |        | Stimmenanteil 2024 | Sitze 2024 |
| --------------------- | ------------------ | ---------- | ------ | ------------------ | ---------- |
| Bürgerbündnis Briesen | 36,7 %             | 6          | 42,4 % | 7                  |            |
| Bürger für Briesen    | 50,2 %             | 9          | 36,3 % | 6                  |            |
| AfD                   | –                  | –          | 16,4 % | 2                  |            |
| CDU                   | 10,4 %             | 1          | 04,9 % | 1                  |            |
| SPD                   | 02,7 %             | –          | –      | –                  |            |
| Insgesamt             | 100 %              | 16         | 100 %  | 16                 |            |

### Bürgermeister
- 1998–2019: Gerd Schindler (Wählergruppe Bauern)[12]
- 2019–2024: Jörg Bredow (Bürger für Briesen)
- seit 2024: Jan Kliemt (Bürgerbündnis Briesen)

Bredow wurde in der Bürgermeisterwahl am 26. Mai 2019 mit 54,7 % der gültigen Stimmen gewählt.
Kliemt wurde in der Bürgermeisterstichwahl am 30. Juni 2024 mit 57,7 % der gültigen Stimmen zu seinem Nachfolger gewählt. Seine Amtszeit beträgt fünf Jahre.

### Wappen
| Wappen von Briesen (Mark) | Blasonierung: „Geteilt durch einen Winkel zum Schildfuß, oben in Silber ein roter hersehender Hirschkopf, dessen Geweih ein grünes Birkenblatt umschließt; unten blau gewellt.“ |
| Wappen von Briesen (Mark) | Das Wappen wurde vom Heraldiker Uwe Reipert gestaltet und am 27. Januar 2000 durch das Ministerium des Innern genehmigt.                                                        |

## Sehenswürdigkeiten

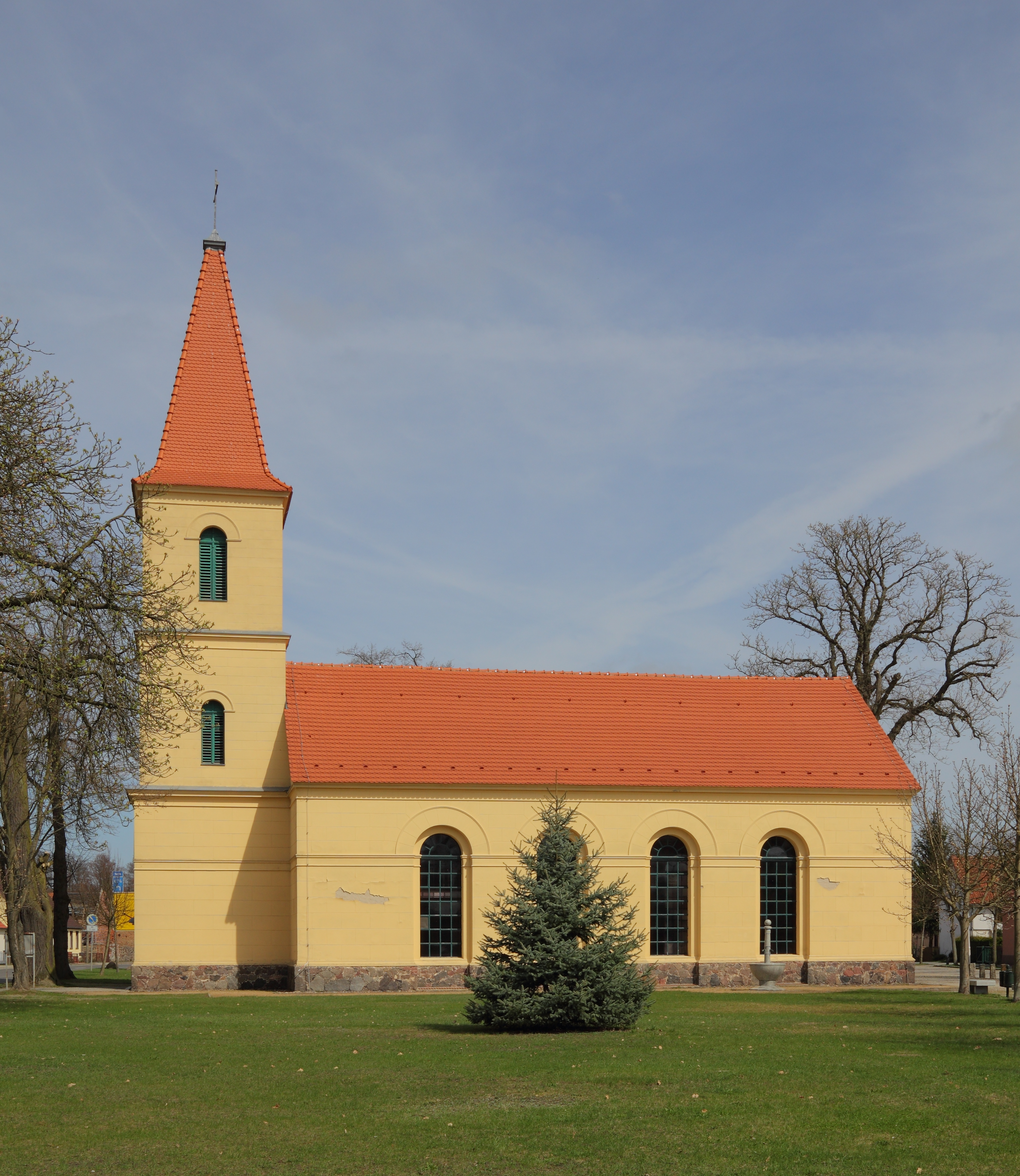
Dorfkirche in Briesen

In der Liste der Baudenkmale in Briesen (Mark) und in der Liste der Bodendenkmale in Briesen (Mark) stehen die in der Denkmalliste des Landes Brandenburg eingetragenen Denkmäler.
- Dorfkirche Alt Madlitz: Im Innern der frühgotischen Feldsteinkirche hängt unter anderem ein Altargemälde, das Gregor Boldio im Jahr 1631 schuf.
- Dorfkirche Briesen: Die Kirche entstand in den Jahren 1837 bis 1838 im Stil des Klassizismus. Grundlage war eine Normalkirche Schinkels, die sich durch eine preiswerte Bauausführung auszeichnet.
- Die Dorfkirche Falkenberg ist eine spätgotische Feldsteinkirche mit einem Fünfachtelschluss aus Backstein, die im 18. Jahrhundert einen Dachturm erhielt. Die Kirchenausstattung ist überwiegend neuzeitlich und stammt vom polnischen Kunsthandwerker Stanislaw Tomaszewski.
- Dorfkirche Wilmersdorf: Die neugotische Saalkirche in Wilmersdorf entstand in den Jahren 1880 bis 1883 unter Verwendung von Material eines Vorgängerbaus. In dem Bauwerk steht unter anderem ein 1703 gestiftetes Altarretabel.
- Das Hirsch-Denkmal erinnert an den Abschuss eines kapitalen Rothirschs mit einem 66-Ender im Jahr 1696 durch Friedrich I. Es steht an einer Verbindungsstraße, die von der Anschlussstelle Briesen der Bundesautobahn 12 zur Schleuse Kersdorf führt.

## Wirtschaft und Infrastruktur

### Verkehr
Briesen liegt an der Landesstraße L 38 von Fürstenwalde nach Treplin (Bundesstraße 5). Die nächstgelegene Autobahnanschlussstelle ist Briesen an der A 12.
Der Bahnhof Briesen (Mark) an der Bahnlinie Berlin–Frankfurt (Oder) wird von der Regionalexpresslinie RE 1 Magdeburg–Berlin–Frankfurt (Oder) bedient.
Südöstlich von Briesen, etwa vier Kilometer vom Ortsausgang entfernt, liegt die Schleuse Kersdorf. 1888 erbaut, verbindet sie die Spree in Richtung Berlin mit dem Oder-Spree-Kanal, einer wichtigen Ader zu den Binnenwasserstraßen Osteuropas. Sie bestand ursprünglich aus zwei Schleusenkammern, einer von 57 Metern und einer von 67 Metern Länge. Die Nordkammer ist von 2010 bis 2013 für ca. 14 Millionen Euro auf 115 Meter verlängert worden.

### Bildung
Die Martin-Andersen-Nexö-Schule wurde am 21. Oktober 1956 eingeweiht, der Unterricht hatte aber bereits im Monat zuvor begonnen. An der Stelle der Schule befand sich zuvor eine Kleingartenanlage. Benannt ist die Schule nach dem dänischen Dichter Martin Andersen Nexø.

## Persönlichkeiten
- Doris Maase (1911–1979), Ärztin, Widerstandskämpferin gegen den Nationalsozialismus, in Briesen geboren
- Werner E. Ablaß (* 1946), Politiker (Demokratischer Aufbruch), 1990 Staatssekretär im DDR-Ministerium für Abrüstung und Verteidigung, in Briesen geboren
- Franziska Giffey (* 1978), Politikerin (SPD), in Briesen aufgewachsen